# スーダン海軍艦艇一覧
スーダン海軍艦艇一覧は、スーダン共和国海軍が過去保有した、または現在保有する、または将来保有する予定の、未完成・計画中止を含めた歴代艦艇一覧である。
凡例

## 現有勢力（2014年現在）
- 国防予算：11億6,000万ドル
- 海軍人員：1,300名
- 艦船隻数：7隻

輸送艇×5
支援艇×2